# Wek-Verlag
Der wek-Verlag war ein deutscher Buchverlag und Vertrieb mit Sitz in Treuchtlingen. Er wurde 1984 von Walter E. Keller und Christel Keller gegründet.
Der Verlag war auf regionale Literatur spezialisiert. Er publizierte zu den Themen Altmühltal, Archäologie, Franken, Radwandern, christliche Religionen,  Römer und generell belletristische Werke.
Nachdem Walter E. Keller, der von 1967 bis 1991 Redaktionsleiter beim Treuchtlinger Kurier war, am 12. August 2010 verstarb, führte seine Frau Christel Keller den Verlag bis zur Schließung aus Altersgründen bis Ende 2017 weiter.